# بيضة كولومبوس

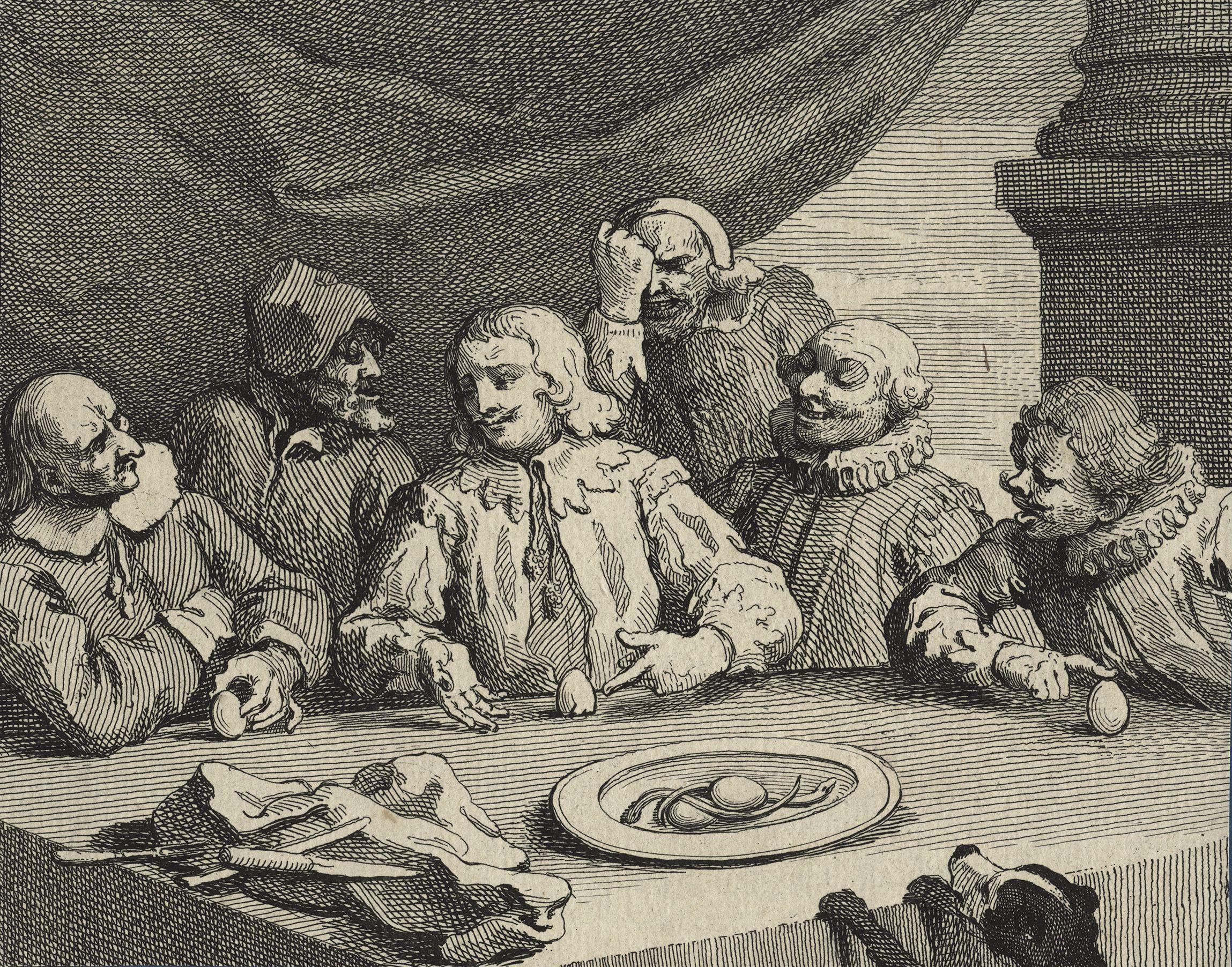
كسر كولومبوس للبيضة بواسطة وليم هوجرت

بيضة كولومبوس  ((بالإيطالية: uovo di Colombo)‏ النطق الإيطالي: ‎[ˈwɔːvo di koˈlombo]‏) تشير إلى فكرة رائعة أو اكتشاف يبدو بسيطا أو سهلا بعد حدوثه. التعبير يشير إلى القصة  الملفقة والتي فيها كريستوفر كولومبوس، عندما قيل له أن اكتشاف الأمريكتين كان لا مفر منه وليس بالإنجاز العظيم، تحدى منتقديه بأن يجعلوا بيضة تقف على طرفها. بعدما استسلم منتقدوه، كولومبوس فعل ذلك بنفسه بأن ضرب البيضة على الطاولة ليجعل طرفها مسطحا.
القصة غالبا ما يُشار إليها عند مناقشة الإبداع. المصطلح يستخدم أيضا كإسم تجاري للألغاز.

## مصدر القصة

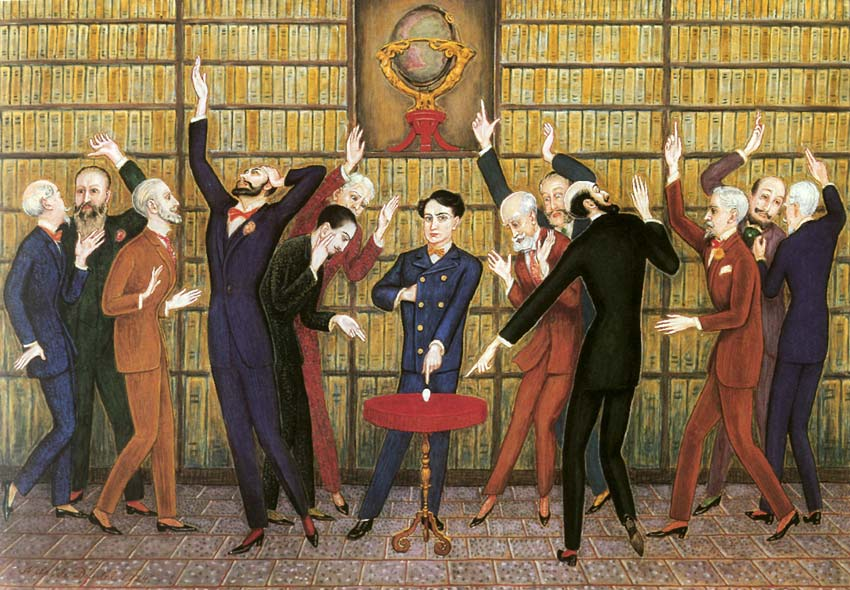
بيضة كولومبوس (1924) من قبل الفنان السويدي نيلز فون دريديل.

قصة كولومبوس ربما قد نشأت مع المؤرخ الإيطالي المسافر جيرولامو بينزوني. في كتابه تاريخ العالم الجديد، الذي نشر في عام 1565،  حيث كتب:
دقة هذه القصة تعتبر في محل شك بسبب تشابهها مع حكاية أخرى نشرت خمسة عشر عاما في وقت سابق (في الوقت الذي كان بنزوني لا يزال مسافرا في الأمريكتين) من قبل الرسام والمهندس المعماري جورجيو فازاري.[بحاجة لمصدر] وفقا لفازاري، فإن الشاب المهندس المعماري الإيطالي فيليبو برونليسكي قام بتصميم قبة كبيرة وثقيلة بشكل كبير من أجل كاتدرائية فلورنسا، في فلورنسا إيطاليا. المسؤولين في المدينة طلبوا أن يروا النموذج، لكنه رفض، مقترحا بدلا من ذلك:
وعندما تم بناء الكنيسة أخيرا كان هناك شكل على هيئة نصف بيضة مسطحة قليلا من الأسفل على قمتها.

## في الثقافة الشعبية

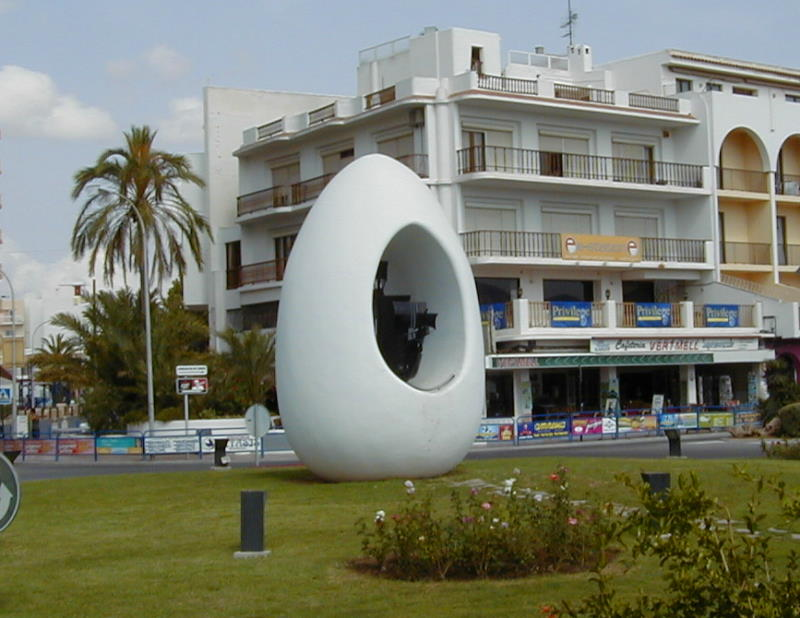
نصب تذكاري لاكتشاف أمريكا من قبل كولومبوس على شكل بيضة في سانت أنتوني دي بورتماني، إيبيزا، إسبانيا

ماري شيلي ذكرت بيضة كولومبوس في مقدمة الطبعة الثالثة من "فرانكنشتاين" حيث كتبت «في جميع أمور الاكتشاف والاختراع، حتى تلك التي تخص الخيال، فإننا باستمرار نتذكر قصة كولومبوس والبيضة. الاختراع يتمثل في القدرة على الاستيلاء على قدرات موضوع ما في قوة صب وتشكيل الأفكار المقترحة.»
أدولف هتلر استخدم المجاز في سيرته الذاتية «كفاحي»، قائلا أن «بيضة كولومبوس يتم ترديدها من قبل مئات الآلاف، ولكننا لا نقابل كولومبوس إلا نادرا».